# SN 2012ap
SN 2012ap – supernowa typu Ic, odkryta 10 lutego 2012 roku w galaktyce NGC 1729. W momencie odkrycia miała maksymalną jasność 17,3m.